# Masama Mashariki
Masama Mashariki (übersetzt Masama Ost) ist ein Verwaltungsbezirk (Ward) des Distrikts Hai in der tansanischen Region Kilimandscharo.

## Geografie
Masama Mashariki liegt im Nordosten von Tansania. Es ist ein schmaler Bezirk nordwestlich von Moshi. Die Grenze im Süden bildet die Nationalstraße T2, die hier in rund 1000 Meter Seehöhe verläuft. Nach Norden steigt das Gebiet zum Kraterrand des Shira auf über 3800 Meter an.
Der Bezirk grenzt im Norden an Motamburu Kitendeni des Distrikts Rombo, im Osten an Machame Magahribi, im Südosten an Machame Uroki, im Süden an Romu, im Südwesten an Masama Kati und Masama Magharibi und im Nordwesten an den Distrikt Siha. Bei der Volkszählung 2022 lebten 12.904 Menschen in 3606 Haushalten auf einer Fläche von 57 Quadratkilometern.

## Gliederung
Der Bezirk besteht aus fünf Gemeinden (Mtaa) mit 16 Orten (Kitongoji):
| Mbweera - Mbweera - Samburen | Mboreny - Tema - Nsaro | Ngira - Ngira - Miaseni | Sonu - Mombo - Lolomu - Mungyulu - Tema - Mrowony | Saawe - Ituuni - Samanga - Ngasin - Makowo - Saawe Ndoo |

## Wirtschaft und Infrastruktur
- Bildung: Im Bezirk liegen drei weiterführende Schulen.[7] Die Matiri Secondary School[8] und die Sawe Secondary School[9] sind staatliche koedukative Schulen mit einer Ausbildung bis zur 4. Stufe. Die Masama-Girls Secondary School[10] ist eine von der evangelisch-lutherischen Kirche geleitete Mädchenschule.
- Gesundheit: In Masama Mashariki gibt es zwei staatliche Gesundheitszentren[11][12] und eine staatliche Apotheke.[13]